# Ретенбах ам Ауерберг
Ретенбах ам Ауерберг (њем. Rettenbach am Auerberg) општина је у њемачкој савезној држави Баварска. Једно је од 45 општинских средишта округа Осталгој. Према процјени из 2010. у општини је живјело 792 становника. Посједује регионалну шифру (AGS) 9777183.

## Географски и демографски подаци
Ретенбах ам Ауерберг се налази у савезној држави Баварска у округу Осталгој. Општина се налази на надморској висини од 832 метра. Површина општине износи 12,9 km². У самом мјесту је, према процјени из 2010. године, живјело 792 становника. Просјечна густина становништва износи 61 становника/km².